# Marlene Alvarenga

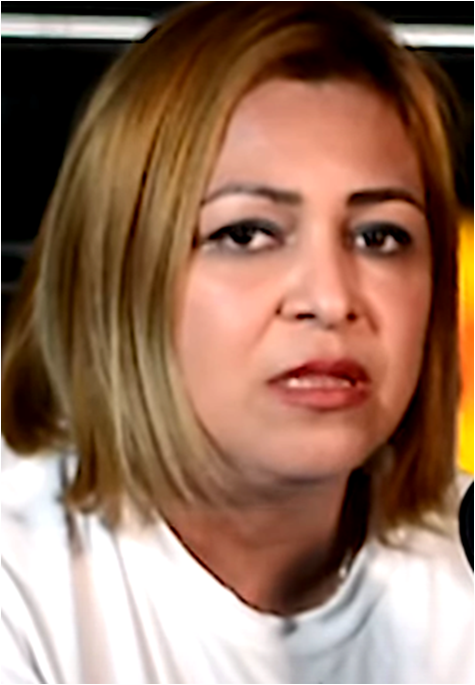
Marlene Alvarenga vào tháng 11/2021

Marlene Alvarenga (sinh ngày 14 tháng 2 năm 1985), là chính trị gia và mục sư người Honduras. Ngày 22 tháng 5 năm 2017 đến nay, bà là chủ tịch của Đảng chống tham nhũng. Bà là ứng cử viên tổng thống năm 2017 và là thành viên Quốc hội kể từ năm 2013.
Marlene sinh ra ở Tegucigalpa trong một gia đình Tin Lành Kitô giáo. Đối với gia đình bà, chính trị là một chủ đề cấm kỵ. Bà hoàn thành việc học ở khu tự quản Danlí, El Paraíso và lấy bằng đại học tại Đại học Công nghệ Honduras (UTH). Bà lấy bằng thạc sĩ về nhân sự cũng tại trường này.
Trước khi được bầu làm Đại biểu năm 2013, Marlene và chồng bà, cảnh sát Rubén Santos Rivera, là những mục sư rao giảng lời Chúa tại một nhà thờ truyền giáo. Bà rất tận tình giúp đỡ trẻ em vô gia cư.
Sau những thứ mà bà cho là "tiếng kêu gọi từ Chúa" và tầm ảnh hưởng từ Salvador Nasralla, một nhà báo, chính trị gia mà bà đón nhận trên truyền hình, Marlene bắt đầu quan tâm đến PAC và mong muốn chấm dứt tình trạng lưỡng đảng và tham nhũng. Bà bắt đầu tham dự đầy đủ các cuộc họp về chính trị của Salvador Nasralla. Trong cuộc tổng tuyển cử năm 2013, bà đứng thứ 18 trong danh sách ứng cử viên tỉnh Francisco Morazán.
Bà được bầu làm chủ tịch PAC sau khi đánh bại Nasralla trong cuộc bầu cử nội bộ.
Bà dính líu tới các tranh cãi, bao gồm việc nộp đơn yêu cầu thay đổi một phần quốc ca, kêu gọi đất nước theo Công giáo, khai trừ cầu thủ bóng đá Osman Chávez khỏi đảng (2018). Bà còn bị nghi gian lận trong cuộc bầu cử năm 2017 và bị cáo buộc là một phần của tổ chức tội phạm ma túy Cachiros.